# Éditions du Cerf
Éditions du Cerf (en francés : «Ediciones del Ciervo») es una editorial francesa especializada en libros religiosos. Fue fundada en 1929 y gestionada por la Orden de los Dominicos .

El nombre se basa en el Salmo 42 (41):
     Como la cierva anhela los arroyos de agua; 

              así te anhela mi ser, Dios mío. 